# Acalypha accedens
Acalypha accedens är en törelväxtart som beskrevs av Johannes Müller Argoviensis. Acalypha accedens ingår i släktet akalyfor, och familjen törelväxter. Inga underarter finns listade i Catalogue of Life.